# Monte Arso
Monte Arso este o arie protejată (arie specială de conservare — SAC, sit de importanță comunitară — SCI) din Italia întinsă pe o suprafață de 124 ha, integral pe uscat.

## Localizare
Centrul sitului Monte Arso este situat la coordonatele 37°39′44″N 14°56′07″E / 37.662332°N 14.935312°E.

## Înființare
Situl Monte Arso a fost declarat sit de importanță comunitară în septembrie 1995 pentru a proteja 3 specii de animale. Situl a fost protejat și ca arie specială de conservare în martie 2017.

## Biodiversitate
Situată în ecoregiunea mediteraneană, aria protejată conține 3 habitate naturale: Pseudostepă cu ierburi și specii anuale de Thero-Brachypodietea, Păduri de Quercus ilex și Quercus rotundifolia, Păduri de stejar alb estice.
La baza desemnării sitului se află mai multe specii protejate de  păsări (3): Alectoris graeca whitakeri, acvilă de munte (Aquila chrysaetos), ciocârlie de pădure (Lullula arborea)
Pe lângă speciile protejate, pe teritoriul sitului au mai fost identificate 9 specii de plante, 1 specie de amfibieni, 45 de specii de nevertebrate, 8 specii de reptile.